# Aeolochroma rhodochlora
Aeolochroma rhodochlora är en fjärilsart som beskrevs av Goldfinch 1929. Aeolochroma rhodochlora ingår i släktet Aeolochroma och familjen mätare. Inga underarter finns listade i Catalogue of Life.